# Antonio Villani
Antonio Villani (Sant'Antonio Abate, 3 aprile 1923 – Napoli, 10 marzo 1999) è stato un giurista italiano.

## Biografia

### Carriera accademica
Fu allievo di Benedetto Croce con cui si laureò presso l’Università degli Studi di Napoli "Federico II", nel 1947. Dopo la laurea e un colloquio con Benedetto Croce e Pugliese Carratelli, fu ammesso come Alunno interno all’Istituto Italiano di Studi Storici, dove studiò per tre anni. Allo scadere del triennio, Benedetto Croce lo inviò come Lettore all’Università di Tübingen dietro richiesta di quella Università. Lo mandò con una lettera nella quale lo segnalava come «uno degli allievi più bravi» del suo Istituto. A Tübingen trascorse sette anni di lavoro e di studio, tenendosi sempre in contatto con Giuseppe Capograssi il quale, nel 1949, lo aveva nominato assistente volontario all’Università di Napoli. Lo stesso Capograssi, al rientro di Villani dalla Germania, lo volle professore incaricato di Filosofia del Diritto all’Università di Macerata.
Nel 1956 conseguì la «libera docenza», allora a numero chiuso, con una commissione di selezione composta da Norberto Bobbio, Widar Cesarini Sforza e Pietro Piovani. Nel 1966 risultò primo classificato, con votazione unanime, al concorso a cattedra di Filosofia del Diritto; la commissione giudicatrice era composta da Felice Battaglia, Sergio Cotta, Bruno Leoni, Enrico Opocher e Renato Treves. Nel 1967 infine fu chiamato ad insegnare Filosofia del Diritto all’Università di Napoli. Il dato biografico, privato, intanto è la retinite che lo colpì, in modo particolarmente acuto, sul finire del 1965. Quella retinite, ebbe modo di scrivere Villani stesso in una Lettera aperta ai colleghi, «mi impose una scelta: o rinunciare allo studio o attrezzarmi per riuscire a continuare il mio lavoro nonostante l’impedimento radicale a leggere e scrivere. Scelsi la seconda via, facendomi aiutare da lettori, italiani e tedeschi, a cui affidavo il materiale accumulato dalle letture».
Nelle quattro tornate di votazioni per eleggere le commissioni giudicatrici dei concorsi per professori universitari (elezioni per le quali l’elettorato attivo era formato dai colleghi di Filosofia del Diritto e Filosofia della Politica) Villani risultò una volta secondo e tre volte primo.
Dal 1976 fu Direttore dell'Istituto Universitario Suor Orsola Benincasa, poi Magnifico Rettore dell'Università degli Studi Suor Orsola Benincasa. Da quel momento l’impegno quotidiano e «la mia passione civile», scrive Villani in quella Lettera aperta, «sono stati finalizzati anche al recupero, nel cuore della vecchia Napoli, di un centro di cultura che, nel rispetto di tutte le altre istituzioni accademiche e scientifiche napoletane, potesse contribuire a restituire la città al grande circuito internazionale delle idee». Suor Orsola iniziò a raccogliere il consenso di colleghi napoletani, nazionali e internazionali: Carlo Bo, Umberto Eco, Joseph Ratzinger, Norberto Bobbio, Giovanni Reale sono alcuni degli intellettuali che presero parte alle iniziative di ricerca, ai convegni e alle pubblicazioni.
La vicenda di plagio lo indusse poi a rassegnare le dimissioni nel giugno 1993.
Antonio Villani è stato anche presidente della Società Italiana di Filosofia giuridica e politica.
Nel 1993 venne colpito da una leucemia che lo ha condotto alla morte, il 10 marzo 1999. Frutto di quel ritiro fu il suo ultimo libro Christian Thomasius: illuminista e pietista (Napoli, Arte Tipografica, 1999)
Alla sua morte, ha donato gran parte dei suoi libri alla Biblioteca comunale di Vico Equense.

### Accuse di plagio
Negli anni novanta, il professor Villani è stato al centro di uno scandalo accademico scaturito da un clamoroso caso di plagio, che riscosse una vasta eco giornalistica.
La controversia ebbe inizio quando si scoprì che un saggio dal titolo "La critica al dover essere di Hegel" da lui pubblicato a suo nome nel 1968 sulla "Rivista internazionale di filosofia del diritto" diretta da Sergio Cotta, altro non era se non la traduzione integrale di un lavoro originale del filosofo tedesco Odo Marquard, dal titolo "Hegel und das Sollen" ("Hegel e il dover essere"),  pubblicato nel 1964 su Philosophisches Jahrbuch. Marquard, all'epoca del plagio, negli anni sessanta, era un autore poco conosciuto, ma in seguito avrebbe acquisito notorietà internazionale tanto che alcune sue opere sarebbero state tradotte in varie lingue, compreso l'italiano: tra queste vi sarebbero state alcune pubblicazioni, negli anni novanta, per i tipi della casa editrice Il Mulino. Fu una di queste traduzioni, che conteneva proprio il saggio incriminato, a rendere palese l'operazione di plagio avvenuta molti anni prima e passata per lungo tempo inosservata.

### Giudizi sulla controversia
Benché tale vicenda abbia macchiato la sua figura scientifica, alcuni riconoscono a Villani dei meriti su un versante diverso da quello scientifico: l'aver messo in campo un notevole attivismo culturale e organizzativo che ha portato l'Istituto Suor Orsola Benincasa al raggiungimento di alti standard qualitativi. Altri commentatori, invece, considerano tali successi come il frutto dell'enorme disponibilità di fondi che derivavano al Villani dalle assidue frequentazioni politiche e dalla conseguente protezione da parte di potenti personaggi politici democristiani, come Paolo Cirino Pomicino e Antonio Gava che occupavano, all'epoca, posizioni di spicco, prima di essere travolti dalla stagione di Mani Pulite.

## Pubblicazioni
Tra le pubblicazioni di Antonio Villani: L’«oggettività» delle scienze sociali nella problematica di Max Weber (Milano, Giuffrè 1957); Heidegger e il problema del diritto (Milano, Giuffrè 1958; apparso anche in tedesco, Heidegger und das Problem des Rechts, Darmstadt, 1965); Diritto e morale nella giurisprudenza tedesca contemporanea (Napoli, Morano 1964).
Legge e potere del giudice in una recente esperienza costituzionale (Napoli, Morano, 1965); Stato sociale di diritto: decifrazione di una formula (Edizioni dell’Università di Macerata, 1966); Momenti del pensiero giuridico contempornaeo (Napoli, Arte Tipografica, 1970); Topica e sistemica nella giurisprudenza (Napoli, Arte Tipografica, 1971); Libertà, storia, rivoluzione: note di filosofia politica (Napoli, Guida, 1979)
Dopo quegli anni si collocano altri lavori: Sulla concezione dello Stato in De Sanctis (Napoli, Giannini, s.d.); Weber, la storia e la scienza; Il metodo gramsciano della libertà; Libertà e legge in Filangieri; La società scientificizzata (Napoli, Suor Orsola Benincasa, 1981); Pasquale Stanislao Mancini meridionalista d’Europa (Napoli, ESI, 1990); Le chiavi del postmoderno. Un dialogo a distanza (Napoli, ESI, 1990).